# Патнем (округ, Теннессі)
Шаблон:StateAbbr_ 36°08′ пн. ш. 85°30′ зх. д. / 36.14° пн. ш. 85.5° зх. д.
Округ  Патнем (англ. Putnam County) — округ (графство) у штаті  Теннессі, США. Ідентифікатор округу 47141.

## Історія
Округ утворений 1854 року.

## Демографія
За даними перепису 2000 року загальне населення округу становило 62315 осіб, зокрема міського населення було 37589, а сільського — 24726. Серед мешканців округу чоловіків було 30913, а жінок — 31402. В окрузі було 24865 домогосподарств, 16417 родин, які мешкали в 26916 будинках. Середній розмір родини становив 2,92.
Віковий розподіл населення поданий у таблиці:
| Стать    | До 15 років | 15-21 | 22-29 | 30-39 | 40-49 | 50-65 | 65-85 | Понад 85 |
| -------- | ----------- | ----- | ----- | ----- | ----- | ----- | ----- | -------- |
| Чоловіки | 5840        | 4266  | 4461  | 4295  | 4075  | 4610  | 3091  | 275      |
| Жінки    | 5637        | 3667  | 3617  | 4294  | 4245  | 5072  | 4212  | 658      |

## Суміжні округи
- Овертон — північний схід
- Фентресс — північний схід
- Камберленд — схід
- Вайт — південь
- Декальб — південний захід
- Сміт — захід
- Джексон — північний захід

## Виноски
1. ↑  U.S. Decennial Census. United States Census Bureau. Архів оригіналу за 12 травня 2015. Процитовано 9 квітня 2015.
2. ↑  Historical Census Browser. University of Virginia Library. Архів оригіналу за 11 серпня 2012. Процитовано 9 квітня 2015.
3. ↑  Forstall, Richard L., ред. (27 березня 1995). Population of Counties by Decennial Census: 1900 to 1990. United States Census Bureau. Процитовано 9 квітня 2015.
4. ↑  Census 2000 PHC-T-4. Ranking Tables for Counties: 1990 and 2000 (PDF). United States Census Bureau. 2 квітня 2001. Процитовано 9 квітня 2015.
5. ↑  State & County QuickFacts. United States Census Bureau. Архів оригіналу за 20 серпня 2011. Процитовано 7 грудня 2013.(англ.) Наведено за англійською вікіпедією.
6. ↑  American FactFinder. Бюро перепису населення США. Архів оригіналу за 26 лютого 2012. Процитовано 31 січня 2008.

| США | Це незавершена стаття з географії США. Ви можете допомогти проєкту, виправивши або дописавши її. |